# Ewa Nowacka

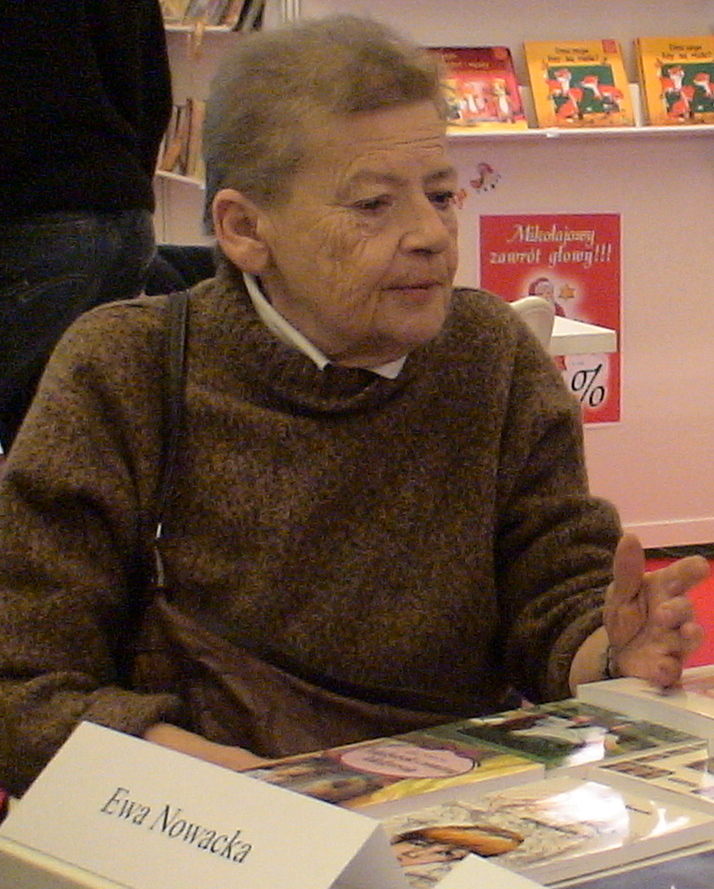
Ewa Nowacka w 2007 r.

Ewa z Łazarowiczów Nowacka (ur. 17 grudnia 1934 w Chorzowie, zm. 29 marca 2011 w Warszawie) – polska powieściopisarka, krytyk, eseistka.

## Życiorys
W 1958 ukończyła studia na Wydziale Filologii Uniwersytetu Warszawskiego. Od 1962 roku należała do PZPR.
W latach 1962–1991 pracowała w Polskim Radiu. W 1975 wyróżniona została Honorową Odznaką Komitetu ds. Radia i Telewizji. Laureatka nagrody OIRT za cykl słuchowisk „Opowieści naszych dni” w roku 1975, „Srebrnych Koziołków” V Biennale Sztuki dla Dziecka w 1981 za słuchowisko „W pochmurny, mglisty dzień”.
W roku 1981 w plebiscycie czytelników „Płomyka” otrzymała Orle Pióro. W roku 1983 otrzymała Międzynarodową Nagrodę Literacką im. Janusza Korczaka. 2 czerwca 2009 z rąk podsekretarza stanu w MKiDN Tomasza Merty odebrała Złoty Medal „Zasłużony Kulturze Gloria Artis”. Została zaproszona do prac m.in. jury Ogólnopolskiego Konkursu Literackiego im. Agnieszki Bartol „Ja i świat”.
Autorka równie dobrze czuła się w realiach Egiptu faraonów, Cesarstwa Rzymskiego, jak i w czasach współczesnych. Ze słowiańskimi demonami zaprzyjaźniła się w popularnej powieści Małgosia kontra Małgosia.
Zmarła 29 marca 2011 roku. Spoczywa na Starych Powązkach (kw. 334, rząd 6, miejsce 11).

## Twórczość młodzieżowa
- As w rękawie (Siedmioróg, 1997)
- Burza w zlewozmywaku (Młodzieżowa Agencja Wydawnicza, 1977; początkowo publikowana w Świecie Młodych jako Burza nad zlewozmywakiem, tłum. czeskie wyd. Albatros, Praha, 1982)
- Biały koń bogów (Nasza Księgarnia, 1973, w serii Klub Siedmiu Przygód, tłum. słowackie wyd. Mlade lata, Bratysława, 1990)
- Bożęta i my (Orenda, 1995, Książka Roku 1995 – nagroda przyznana przez jury Polskiej Sekcji IBBY)
- Byk Apis pozdrawia kotkę Pusię (Siedmioróg, 1998)
- Coś co o nich wiem (Horyzonty, 1976, seria: „Ważne sprawy dziewcząt i chłopców”, opowiadanie, nagroda w konkursie GK ZHP, 1975)
- Dwaj mężczyźni i ona (Polski Dom Wydawniczy, 1994)
- Dzień, noc i pora niczyja (Nasza Księgarnia, 1981, tłum. słowackie wyd. Mlade Lata, Bratysława, 1990, tłum. niemieckie wyd. Kinderbuchverlag, Berlin, 1985; Międzynarodowa Nagroda Literacka im. Janusza Korczaka 1983)
- Emilia z kwiatem lilii leśnej (Siedmioróg, 1995, Książka Roku 1995 – nagroda przyznana przez jury Polskiej Sekcji IBBY)
- Gorzka cząstka pomarańczy (Horyzonty, 1976, początkowo publikowana w Świecie Młodych jako Droga, tłum. niemieckie Ein bitteres Stuck Orange, wyd. MAW, 1981)
- Jak okiełznać wronego rumaka (Siedmioróg, 1999)
- Jasiek (Horyzonty, 1974)
- Jeden dzień żaczka (Młodzieżowa Agencja Wydawnicza, 1980; opowiadanie)
- Kilka miesięcy, całe życie (Nasza Księgarnia, 1978, tłum. rosyjskie wyd. Dietskaja Litieratura, Moskwa, 1984, tłum. litewskie wyd. Vyturys, Wilno, 1987, nagroda w konkursie Instytutu Wydawniczego Nasza Księgarnia, 1978, wpisane na Listę Honorową IBBY, 1979, Międzynarodowa Nagroda im. Maksyma Gorkiego, Praga, 1980, Nagroda Prezesa Rady Ministrów, 1980)
- Legendy rycerskie w: Skarbiec mitów, legend i baśni (Wilga, 2004)
- Małe kochanie, wielka miłość (Siedmioróg, 1997)
- Małgosia contra Małgosia (Nasza Księgarnia, 1975, w serii Klub Siedmiu Przygód, zaliczenie do Kanonu Książek dla dzieci i młodzieży, ustanowionego przez Bibliotekę Narodową)
- Maria z tamtych lat (Nasza Księgarnia, 1972)
- Miłość, psiakrew (Ossolineum, 2001, seria Nasza Biblioteka, nominacja do Książki Roku 2001 – nagrody przyznawanej przez jury Polskiej Sekcji IBBY, wpis na listę Books and Reading for Intercultural Education BARFIE, Wiedeń, 2004)
- Może nie, może tak (Nasza Księgarnia, 1976, w serii Klub Siedmiu Przygód, tłum. słowackie wyd. Mlade lata, Bratysława, 1980; także w Płomyku w 1977 roku)
- On i reszta (Młodzieżowa Agencja Wydawnicza, 1977, nagrodzona w konkursie GK ZHP, 1976)
- Poproszę bilet na wieżę Babel (Siedmioróg, 1998)
- Rogi Minotaura (Siedmioróg, 1998)
- Śliczna Tamit (Nasza Księgarnia, 1971)
- Słońce w kałuży (Nasza Księgarnia, 1981; Harcerska Nagroda Literacka, 1982)
- Spotkanie nie wiadomo z kim i inne opowiadania (Nasza Księgarnia, 1987) – zawiera publikowane wcześniej pozycje: Duży, żółty, brzydki pies (Horyzonty, 1975, seria: „Ważne sprawy dziewcząt i chłopców”) Katar po burzy (Horyzonty, 1974, seria: „Ważne sprawy dziewcząt i chłopców”; tłum. czeskie w tomie Sesti patrovy den wyd. Blok, Brno, 1980, nagroda w konkursie GK ZHP, 1973) i Wyścigowy rower (Młodzieżowa Agencja Wydawnicza, 1980, seria: „Ważne sprawy dziewcząt i chłopców”)
- Szubad żąda ofiary (Nasza Księgarnia, 1969, w serii Klub Siedmiu Przygód)
- Ursa z krainy Urartu (Nasza Księgarnia, 1970, w serii Klub Siedmiu Przygód)
- W czepku urodzony (Krajowa Agencja Wydawnicza, 1987; powieść historyczna)
- Wyśnione, skłamane (Nasza Księgarnia, 1974)
- Złote i szare (Nasza Księgarnia, 1986, I nagroda w konkursie Instytutu Wydawniczego Nasza Księgarnia, 1984)

## Twórczość dla dorosłych
- Rok trzech Cezarów (Czytelnik, 1967; debiut)
- Heliogabal, wnuk Mezy (Czytelnik, 1970)
- Kommodus i Marcja (Czytelnik, 1972)
- Maksymin Trak (Czytelnik, 1975)
- Prywatne życie entu Szubad (Czytelnik, 1977)
- Temat na pracę doktorską (Czytelnik, 1976)
- Tysiąc soboli i jedna dziewczyna (Czytelnik, 1968)
- W cieniu malwy (Czytelnik, 1974, tłum. niemieckie wyd. Volk und Welt, Berlin, 1976)

## Książki niepublikowane
- Szkic do obrazu w poświacie zaziemskiej (1988, nagroda w Ogólnopolskim konkursie Wojewody Lubelskiego na powieść i zbiór opowiadań)
- Legendy polskie (2007, miały ukazać się w serii „Ossolinki” Wydawnictwa ZN im. Ossolińskich)
- Czary nad oparzeliskiem współautorstwo wraz z Ireną Landau (2010)